# Symphonie no 21 de Mozart
Pour les articles homonymes, voir Symphonie no 21.
La Symphonie no 21 en la majeur KV 134 est une symphonie de Mozart, composée en août 1772 à Salzbourg, alors qu'il avait seize ans et demi.
Le manuscrit est conservé à la Bibliothèque de l'Université de Tübingen.

## Instrumentation
| Instrumentation de la symphonie no 21                                |
| Cordes                                                               |
| premiers violons, seconds violons, altos, violoncelles, contrebasses |
| Bois                                                                 |
| 2 flûtes                                                             |
| Cuivres                                                              |
| 2 cors en la                                                         |

## Structure
La symphonie comprend 4 mouvements:
1. Allegro, à 
, en la majeur, 173 mesures, 2 sections répétées deux fois (première section: mesures 1 à 68, seconde section: mesure 69 à 155) + coda (mesures 156 à 173)
2. Andante, à 
, en ré majeur, 73 mesures, 2 sections répétées deux fois (première section: mesures 1 à 24, seconde section: mesure 25 à 70) + coda (mesures 71 à 73)
3. Menuet et Trio, à 
, en la majeur (Trio en ré majeur), 30 + 28 mesures
4. Allegro, à , en la majeur, 141 mesures, 2 sections répétées deux fois (première section: mesures 1 à 57, seconde section: mesure 58 à 141)

Durée : environ 20 minutes

Introduction de l'Allegro :
La lecture audio n'est pas prise en charge dans votre navigateur. Vous pouvez télécharger le fichier audio.
Introduction de l'Andante :
La lecture audio n'est pas prise en charge dans votre navigateur. Vous pouvez télécharger le fichier audio.
Introduction du Menuetto :
La lecture audio n'est pas prise en charge dans votre navigateur. Vous pouvez télécharger le fichier audio.
Première reprise du Trio :
La lecture audio n'est pas prise en charge dans votre navigateur. Vous pouvez télécharger le fichier audio.
Introduction de l'Allegro final :
La lecture audio n'est pas prise en charge dans votre navigateur. Vous pouvez télécharger le fichier audio.